# Nomadic Pursuits
Nomadic Pursuits es el segundo álbum de estudio de la banda de rock desértico Yawning Man. El disco fue lanzado por Cobraside el 18 de junio de 2010.

## Lista de canciones
| N.º | Título              | Duración |  |
| 1.  | «Camel Tow»         | 5:02     |  |
| 2.  | «Sand Whip»         | 6:54     |  |
| 3.  | «Far-off Adventure» | 8:28     |  |
| 4.  | «Blue Foam»         | 6:42     |  |
| 5.  | «Ground Swell»      | 6:16     |  |
| 6.  | «Camel Tow Too»     | 5:00     |  |
| 7.  | «Laster Arte»       | 4:28     |  |

## Créditos
| - Gary Arce – guitarra, sintetizador Moog - Mario Lalli – bajo - Alfredo Hernández – batería - Mathias Schneeberger – teclado | - Grabado y producido por Yawning Man en Donner & Blitzen Studios. - Arte por Alfredo Hernández. |